# 幻影行动
幻影行动（Operation al-Shabah）是伊拉克军队在2013年5月发起的军事行动。行动目的是通过清除伊拉克、敘利亞及約旦之间的激进分子来切断蓋達組織伊拉克分支机构与叙利亚努斯拉陣線之间的联系。

## 背景
叙利亚反对派武装组织“胜利阵线”（Al-Nusra Front）与伊拉克国内的激进组织“伊拉克伊斯兰国”（Islamic State of Iraq，ISI）的大规模合作开始于2013年3月，当时两个组织在阿卡夏特附近进行了一次精心策划的伏击行动，导致51名叙利亚政府军和9名伊拉克军队士兵丧生。一周之后，ISI宣布对这起伏击负责。.
2013年4月，ISI领导人阿布•巴克尔•巴格达迪（Abu Bakr al-Baghdadi）在网上发布了一段录音，在录音中他宣布胜利阵线是ISI在叙利亚的分支机构。巴格达迪声称胜利阵线领导人阿布•穆罕默德•约拉尼（Abu Mohammad al-Golani）已经与其他人一道被ISI派往叙利亚与叙利亚国内已经被建立起来的组织汇合。巴格达迪在声称ISI已经向胜利阵线提供了叙利亚内战中所需的计划和战略，并已经开始每月向他们提供资金支持。 巴格达迪还声称两个组织将合并成为“伊拉克和沙姆伊斯兰国”（Islamic State of Iraq and Al-Sham）。“沙姆”是指一块包括叙利亚、约旦、黎巴嫩和巴勒斯坦的地区。第二天，胜利阵线领导人阿布•穆罕默德•约拉尼否认与ISI合并，不过也重申基地组织和胜利阵线还是盟友关系。就两组织合并的事宜，约拉尼称：“我们尚未商议”。
2013年5月，一段在网上被发布的视频显示几名蒙面男子在叙利亚东部城镇拉卡公开处决3名被抓获的阿拉维派官员。这些蒙面男子自称是“伊拉克和沙姆伊斯兰国”的成员。在当月，路透社报道称ISI的领导人巴格达迪已经离开伊拉克前往叙利亚阿勒颇省并试图夺取胜利阵线的领导人位置。有报道称胜利阵线正面临解体的风险，许多胜利阵线内的外籍武装分子已经开始在“伊拉克和沙姆伊斯兰国”的旗帜之下行动，而很多叙利亚籍成员则离开该组织加入了一些伊斯兰武装组织。
在6月初，有报道从反对派武装占据的拉卡市传出称伊斯兰武装分子成立了“控诉机构”，在那里任何遭到控诉的人都会在伊斯兰教法法庭上被追究责任。该机构是由“伊拉克和沙姆伊斯兰国”批准成立的。由于伊拉克政府军的围剿行动已经开始，基地组织领导人扎瓦赫里在6月9日发表的一份官方声明，反对ISI单方面合并叙利亚基地相关组织“胜利阵线”，并指派Abu Khaled al-Soury作为自己的信使，来监督双方执行裁决。还无法确认ISI领导人巴格达迪是否会接受这项裁决以及这项裁决在当地造成了什么样的影响。 6月15日，巴格达迪在网上公布了一段录音，在录音中他表示尽管有扎瓦赫里的裁决，但是他会坚持按照计划进行两个组织的合并。情报分析装甲将这一举动为“可能对基地组织高级领导层产生潜在但严重的分化”。

## 行动经过
伊拉克政府的行动开始于2013年5月20日。大约8000名伊拉克安全部队成员参与了行动。在头一天，有43名武装分子（其中包括11名被通缉的基地组织成员）在与叙利亚接壤的无人区被抓获。安全部队还找到一批RPG火箭弹、迫击炮弹、火箭弹发射装置、爆炸装置和通讯器材。
截止5月24日，在行动中已有32名武装分子被击毙，还有51人被抓，其中包括7名女性。在行动开始初期，伊拉克的边防部队遭受了来自叙利亚反对派武装越来越多的袭击。根据伊拉克军方的消息，在行动中缴获了许多土耳其制造的军用设备。 在被击毙的人员中包括了两名ISI的高级领导人。
5月30日，伊拉克安全部队装货了基地组织在安巴尔省的领导人之一的阿德南•瓦伊斯（Adnan Waies）。同一天，身份不明的武装分子袭击了位于叙伊边境Al-Waleed过境通道附近的一处军事哨卡，打死三名伊拉克边防警察，随后武装分子逃回了叙利亚一侧。
6月2日，武装分子乘坐4辆汽车在安巴尔省西部一条高速公路上设立了一个假的检查站，在那里伏击了一直有3辆叙利亚卡车和4辆伊拉克卡车组成的车队。3名叙利亚司机被杀，并且他们卡车上的物资被劫掠，而4名伊拉克司机被绑架。 据报道在伏击之后在附近的鲁特拜镇发生交火，政府军的炮兵部队对小镇南部的疑似武装分子藏匿窝点进行炮击。 在另一起事件中，一名来自鲁特拜镇的警官遭到不明身份的武装分子绑架，随后尸体被发现。
在6月5日，武装分子进行了另一场伏击行动。武装分子在安巴尔省和卡尔巴拉省交界处附近的Nukhayb市附近设立了一处假的检查站，拦下了一辆巴士，并打死了车上的10名边防警察和5名平民。
6月9日，疑似为叙利亚反对派武装的武装分子向距离Al-Waleed过境通道不到2公里处的两处伊拉克边境哨卡开火，导致1名军官丧生，还有2人受伤。
在安巴尔省和尼尼微省于6月20日延期举行的政府选举之前，伊拉克政府关闭了安巴尔省内除国际公路之外的所有公路。此外，安全部队还在尼尼微省进行宵禁。选举日当天当地局势相对平静。但在当天之后，在6月21日，1伙武装分子在Al-Qa'im袭击了伊拉克安全部队的据点，炸毁了一座横跨幼发拉底河的大桥并与安全部队发生交火。安全部队不得不呼叫武装直升机进行增援。在冲突中有3名伊拉克安全部队成员丧生，3人受伤，还有至少6名袭击中被击毙、当局政府摧毁了多辆武装分子的车辆，并缴获了多种武器和弹药。 叙伊边境的冲突持续了一整夜，据报道2名叙利亚反对派武装被击毙，3名伊拉克政府军士兵受伤。
6月22日，在Al-Qa'im镇东部的Khor地区两枚停放着的汽车炸弹在一支之前一天参与冲突的伊拉克政府军车队路过时被引爆。在爆炸中2名政府军士兵丧生，3人受伤。
6月23日，武装分子对两处位于安巴尔省西部Kebaysah镇的检查站发动袭击，冲突至少持续了1个小时。在冲突中有1名警官丧生，3名他的同事和1名政府军士兵受伤。武装分子还在其中一处检查站劫持了2名士兵，在当天晚些时候两人的尸体在附近被发现。
6月25日，尼尼微省省长Ethel al-Nujaifi在一起暗杀事件中逃过一劫。当时他的车队在路过摩苏尔市市中心时遭到路边炸弹袭击。Ethel al-Nujaifi在袭击中毫发无损，但他的4名保镖受伤。
6月26日，一支由6辆车组成的车队在叙伊边境附近的Al-Waleed被截下，随后爆发了枪战，一名武装分子被击毙。当天晚些时候，位于安巴尔省的伊拉克陆军第7师1营的指挥部遭到一群武装分子的袭击。 政府军击退了攻势，而伊拉克警察逮捕了2名激进分子嫌疑人。
7月1日，伊拉克军队宣布一场旨在清除安巴尔省和尼尼微省叛乱分子基地的行动开始。一则来自安全部队的消息证实安全部队在两省交界处摧毁了3座被激进分子使用的建筑物，以及至少两处储油罐和一处修车铺。
7月4日，政府军在安巴尔省西部发现并捣毁了一处武器藏匿窝点。
7月6日，在与一伙试图偷越边境前往叙利亚的走私贩的交火中，1名边防部队成员丧生，还有2人受伤。在冲突中有3辆处于走私贩的卡车被摧毁。
7月8日，尼尼微省议会发言人Qahtan Sam在摩苏尔遭到枪手使用消音手枪暗杀。
7月10日，尼尼微省军事行动主管Basim al-Tai中将在两起暗杀阴谋中逃脱。在第一起未遂刺杀中，一枚简易爆炸装置在摩苏尔和巴格达之间的公路上被引爆。而在第二起未遂暗杀中，一辆自杀式汽车炸弹袭击了他的车队。
7月11日，两起发生于al-Qaim附近的路边炸弹袭击事件导致1名警官丧生，还有2名警官受伤。当天还发生了一起针对警方车队的自杀式汽车炸弹袭击事件，导致1名警官丧生，两人受伤。当时这支车队正在位于Rutbah附近高速公路上行驶。
7月13日，一伙武装分子试图从叙利亚潜入伊拉克，在与边防部队的冲突中有1名边防部队成员丧生，5人受伤。
7月14日，尼尼微省警察主管遭遇一起未遂暗杀。但是1枚路边炸弹袭击了他的车队。